# Joe Walker (dramaturge)
Pour les articles homonymes, voir Joe Walker (monteur), Walker et Joseph Walker (homonymie).
Joseph Alexander Walker (24 février 1935 - 25 janvier 2013) est un dramaturge américain, qui a remporté le prix Pulitzer pour sa pièce The River Niger jouée pour la première fois en 1972, qui évoque le quotidien d'une famille noire de Harlem pendant les années 1970, c'est-à-dire à une époque où le quartier est en crise.
Ses principales œuvres sont Antigone Africanus (1975), The Believers (1968), District Line, The Harangues, King Buddy Bolden, The Lion Is a Soul Brother, Ododo, Out of the Ashes, Theme of the Black Struggle, Tribal Harangue One, Tribal Harangue Two, Tribal Harangue Three et Yin Yang.

## Biographie
Il est né à Washington (district de Columbia) en 1935. Il obtient un master en philosophie à Université Howard en 1957. Il entre ensuite dans l'United States Air Force et devient second lieutenant. Après l'armée il étudie l'art dramatique à l'Université Rutgers. Il se marie avec Barbara Ann, rencontré en 1957, son fils Steven Martin Walker nait en 1962.